# Ewa Lachowicz
Ewa Lachowicz – polska aktorka musicalowa. Absolwentka Studium Wokalno-Aktorskiego im. D. Baduszkowej przy Teatrze Muzycznym w Gdyni. Ukończyła również Poznańską Szkołę Baletową. Finalistka 19. edycji Konkursu Pamiętajmy o Osieckiej.

## Kariera teatralna

### Teatr Muzyczny w Gdyni
- Scrooge (1998) – Mała Kate – reż. M. Korwin,
- Hair (1999) – reż. W. Kościelniak, choreografia J. Staniek,
- Sen nocy letniej (2001) – Hermia – reż. W. Kościelniak, muz. L. Możdżer, choreografia J. Staniek,
- Chicago (2002) – Hunyak – reż. M. Korwin, J. Staniek.

### Teatr Muzyczny „Roma”w Warszawie
- Grease (2002) – Sandy Dumbrowski
- Koty (2004) – Demeter
- Taniec wampirów (2005) – zespół wokalny
- Akademia Pana Kleksa (2007) – zespół wokalny
- Upiór w operze (2008) – Meg Giry
- Les Misérables (2010) – Eponine
- Aladyn JR (2011) – Dywan
- Deszczowa piosenka (2012) – Kathy Selden
- Mamma Mia! (2015) – Rosie, zespół wokalny
- Piloci (2017) – Nel

### Teatr Rampa w Warszawie
- Rent (2014) – Mimi Marquez